# 카멘조시
카멘조시(仮面女子)는 일본의 여성 아이돌 그룹이며, 소속사는 앨리스 프로젝트이다.

## 구성원

### 아리스쥬방(アリス十番)
- 모리시타 마오
- 키노시타 유리
- 스즈무라 세리
- 미츠키 사키
- 오스즈 하루미
- 히나타 코하루

### 스팀걸즈(スチームガールズ)
- 코지마 유카
- 이가리 토모카
- 하시모토 유리에
- 오노 히나
- 야마미야 레나

### 아머걸즈(アーマーガールズ)
- 츠키노 모아
- 세나 미츠키
- 키타가와 미사키
- 아오이 노노아
- 사카노우에 카에데

### 이스터걸즈(イースターガールズ)
- 아카츠키 나루미
- 타치바나 마코토
- 세이라 사리아
- 세구치 코코로
- 미즈키 키라리

## 에피소드
- 2018년 4월 11일, 이가리 토모카가 강풍에 쓰러진 대형 간판에 깔려버리는 사고를 당해 하반신 마비 판정을 받았다.